# Sigytes
Sigytes is een geslacht van spinnen uit de familie springspinnen (Salticidae).

## Soorten
De volgende soorten zijn bij het geslacht ingedeeld:
- Sigytes albocinctus (Keyserling, 1881)
- Sigytes diloris (Keyserling, 1881)
- Sigytes paradisiacus Simon, 1902